# 格伦·许森
格伦·许森（瑞典語：Glenn Hysén，1959年10月30日—），生于哥德堡，瑞典男子足球运动员，场上位置是后卫。他曾代表瑞典国家队参加1990年国际足联世界杯，结果队伍止步小组赛阶段。